# Saarbahn

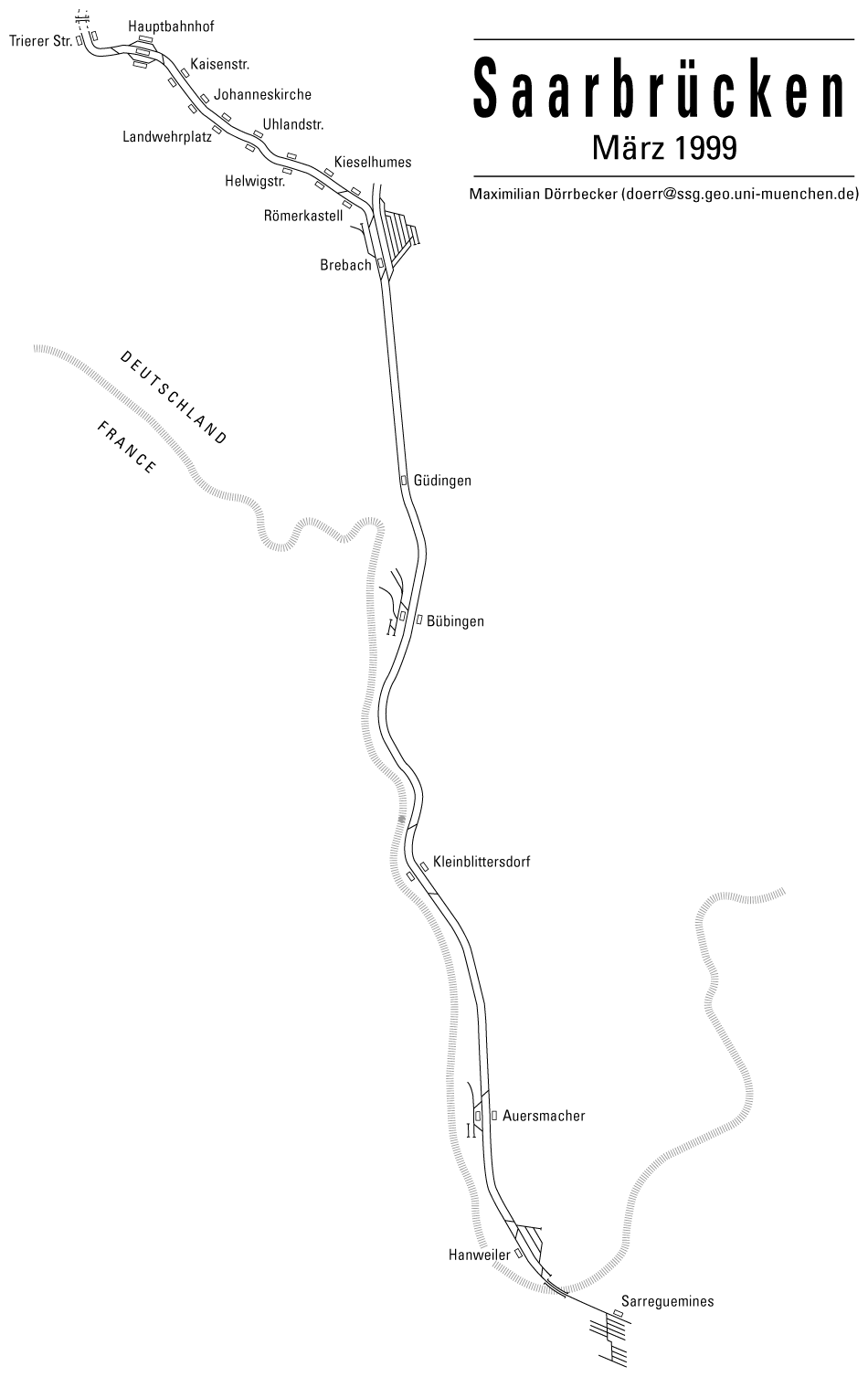
Схема траси Saarbahn станом на березень 1999 року.

Saarbahn — офіційна назва діючої мережі міжміського трамвая (трамвай-поїзд, трамвай, що використовує колії залізниць), а також назва організації, що експлуатує громадський транспорт у Саарбрюкені і околицях (трамвай і автобус).
Трамвайна мережа з'єднує міста Саарбрюкен та Рігельсберг у Німеччині. Далі лінія перетинає державний кордон і заходить в Сарргемін (Sarreguemines) у Франції (Лотарингія). Таким чином, лінія Саарського трамвая є міжнародною. Це — одна з двох міжнародних трамвайних ліній у світі (інша — маршрут № 10 трамваю у Базелі, який з'єднує Швейцарію з Францією).
У межах Саарбрюкена система Saarbahn виконує функцію звичайного міського трамвая.
Трамвай експлуатує організація Saarbahn GmbH.

## Історія
Перший паровий трамвай почав діяти в Саарбрюкені 4 листопада 1890 року. 26 вересня 1899 року він закрився, але до того часу в місті вже діяв електричний трамвай (з 8 лютого 1899 року). Перша трамвайна система Саарбрюкена закрилася 22 травня 1965 року.
На початку 1990-х років в районі Карлсруе почалося створення мережі міжміського трамвая, діючої за моделлю «трамвай-поїзд». Це означає, що за межами міста трамвай використовує траси залізниць, а в місті працюють в режимі звичайного «традиційного» трамвая. Завдяки такій системі роботи пасажири отримують можливість потрапляти з центру одного міста в центр іншого уникаючи пересадки на вокзалах.
Трамвайна система Карлсруе виявилася успішною, тому влада Саарбрюкена вирішила відродити свій трамвай в новій якості, побудувавши аналогічну трамваю Карлсруе систему в Саарбрюкені і його околицях.
Новий трамвай у Саарбрюкені відкрився 24 жовтня 1997 року, після будівництва, що тривало два з половиною роки. Перша ділянка траси з'єднала Сарргемін (Франція) і Саарбрюкен. У листопаді 1998 в Саарбрюкені почалося будівництво шляхопроводу через залізницю. Після завершення цього будівництва, 31 липня 1999 року, траса трамвая була продовжена від зупинки Ludwigstrasse до зупинки Cottbuser Platz. 12 листопада 2000 року лінія знову була продовжена, від Cottbuser Platz до Siederheim. А 23 вересня 2001 року, після чергового продовження, лінія трамвая досягла селища Рігельсберг (зупинка Riegelsberg Süd). 26 вересня 2009 і 31 жовтня 2011 року було введено в експлуатацію ще дві ділянки: Рігельсберг — Вальперсхофен/Етценхофен (Walpershofen/Etzenhofen) і Вальперсхофен/Етценхофен — Хойсвайлер (Heusweiler Markt).
У квітні 2009 року було відкрито відгалуження на Месі. Трамваї по ньому ходили кожні 30 хвилин під час великих виставкових заходів проведених у Виставковому центрі Саарбрюкена. З 2007 року ця ділянка більше не використовується.
5 жовтня 2014 була відкрита лінія Saarbahn з Хойсвайлера до Лебаху. Таким чином довжина Saarbahn складає 44 км.

### Перспектива
Є плани будівництва нових ліній в Фольклінген на заході і Нойшайдт на сході (вірніше, переобладнання для руху трамваїв старої залізничної лінії), проте через дуже поганий стан залізничної лінії ці плани були відкладені на невизначений термін.

## Опис системи
Між Сарргеміном і станцією Brebach в Саарбрюкені траса Saarbahn проходить по залізничній лінії. На цій ділянці трамваї зупиняються на залізничних станціях. Напруга контактної мережі на цій ділянці — 15 кВ. На залізничній станції Brebach знаходиться гейт, далі траса Brebach має характер лінії звичайного міського трамвая. Напруга контактної мережі становить тут 750 В. Далі, на ділянці між Саарбрюкеном і Рігельсбергом, Saarbahn має виділену трасу, яка має більш залізничний, ніж трамвайний характер.
Ділянка що споруджується між Рігельсбергом і Лебах складається з двох відрізків: вуличної ділянки між Riegelsberg Süd і Etzenhofen і траси колишньої залізничної лінії між Etzenhofen і кінцевою зупинкою в Лебах.
Sarreguemines (станція) — Hanweiler (станція) — Auersmacher (станція) — Kleinblittersdorf (станція) — Bübingen (станція) — Bübingen Nord (станція / запланована) — Güdingen (станція) — Brebach (станція) — (гейт залізниця — трамвайна траса) — Römerkastell (зупинка) — Kieselhumes (зупинка) — Helwigstraße (зупинка) — Uhlandstraße (зупинка) — Landwehrplatz (зупинка) — Johanneskirche (зупинка) — Kaiserstraße (зупинка) — Hauptbahnhof (зупинка) — Trierer Straße (зупинка) — Ludwigstraße (зупинка) — Cottbuser Platz (зупинка) — Pariser Platz/St. Paulus (зупинка) — Rastpfuhl (зупинка) — Siedlerheim (зупинка) — Burbach Heinrichshaus (зупинка) — Riegelsberg Süd — Riegelsberg Wolfskaulstraße (зупинка) — Riegelsberg Rathaus (зупинка) — Riegelsberg Post (зупинка) — Riegelsberghalle (зупинка) — Riegelsberg Güchenbach (зупинка) — Etzenhofen (станція) — Walpershofen Mitte (станція) — Walpershofen Mühlenstraße (станція) — Heusweiler Realschule (станція) — Heusweiler Markt (станція) — будуються: Heusweiler in der Hommersbach (станція) — Heusweiler Kirschhof (станція) — Eiweiler (станція) — Eiweiler Nord (станція) — Landsweiler Süd (sстанція) — Landsweiler Nord (станція) — Lebach Süd (станція) — Lebach (станція) — Lebach-Jabach (станція).
Власного депо у системи нема, трамваї обслуговуються в залізничному депо Саарбрюкена.

## Рухомий склад

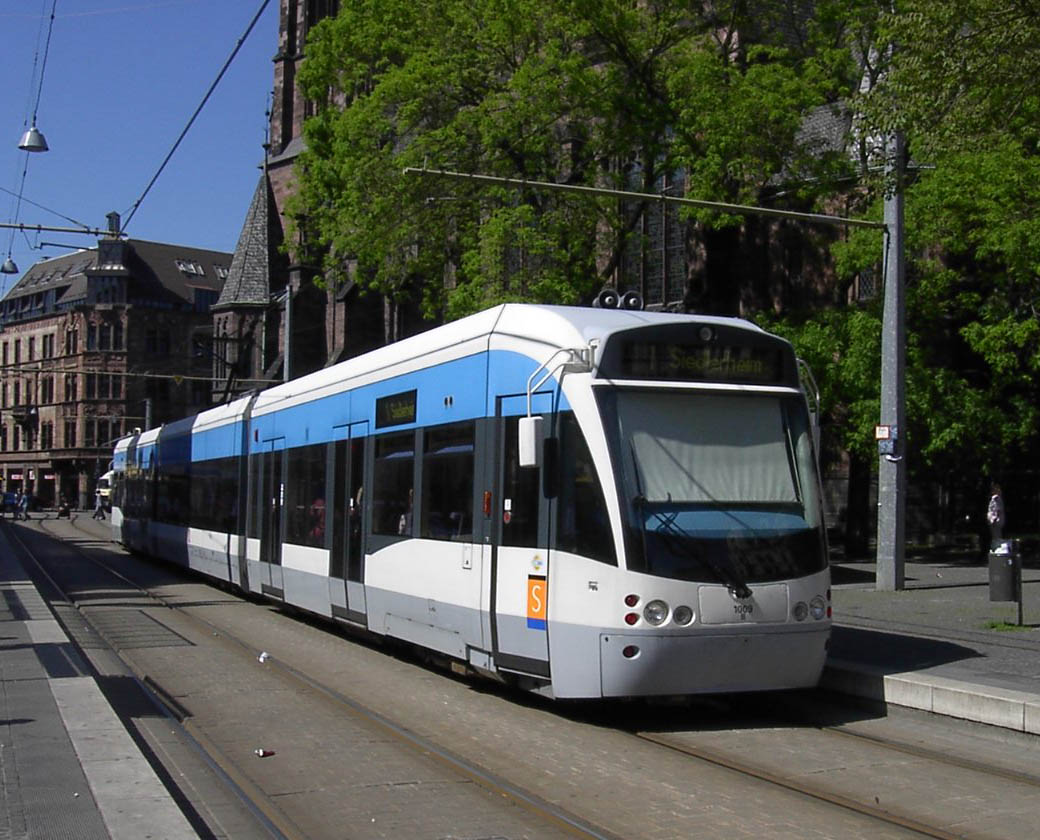
Один з трамваїв, зупинка Johanniskirche

У Саарбрюкені використовуються зчленовані низькопідлогові трамваї Bombardier Flexity Link виробництва концерну Bombardier. Ці трамваї є частиною серії Bombardier Flexity, але на відміну від своїх «братів» (Flexity Swift, Flexity Classic і Flexity Outlook) трамваї Flexity Link спеціально обладнані для можливості використання на залізничних лініях. Наприклад, вони можуть споживати не тільки «трамвайний» струм (750 В, постійний струм), але і «залізничний» (15000 В, змінний струм).
Всього Saarbahn має 28 трамваїв (бортові номери — 1001—1028). Всі вони були побудовані на фабриці в Брюгге (Бельгія).

## Ресурси Інтернету
- Saarbahn GmbH — official website (нім.)
- Saarbrücken at UrbanRail.Net [Архівовано 7 січня 2016 у Wayback Machine.]